# 真玉橋さや
真玉橋 さや（まだんばし さや、1994年7月31日 - ）は、日本のタレント。
沖縄県沖縄市出身。ソニー・ミュージックアーティスツ所属。

## 来歴
- 2011年（平成23年）4月、ウィルコム沖縄の6人目のイメージガールに決まる。
- 2011年（平成23年）12月、沖縄のローカル番組『デコテレ』の初代メインMCになる。
- 2012年（平成24年）3月、『デコテレ』のメインMCを卒業。
- 2013年（平成25年）3月、ウィルコム沖縄のイメージガールを卒業。

## 出演

### テレビ
- デコテレ（2011年12月4日 - 2012年3月 、琉球朝日放送）
- Cinema Paradiso（2012年1月3日 、琉球朝日放送）
- ゲラゲラ流（2012年9月22日 、琉球朝日放送）

### CM
- ウィルコム沖縄 企業（2011年 - 2013年）
2011年4月、キミのあたらしいスタートに。 篇
2011年8月、ついてくる （竹富島） 篇
2011年8月、ついてくる （石垣島） 篇
2011年8月、365° 篇
2011年11月、ついてくる秋冬パッション 篇
2012年2月、 ライブ 篇
2012年2月、 ライブ 別バージョン 篇
2012年5月、ビニーくんとコムリ島 出会い 篇
2013年2月、卒業 篇

### 雑誌連載
- De☆View（2011年8月号）
- オキナワグラフ No.595（2011年10月号）
- CM NOW Vol.156（2012年5／6月号）

### フリーペーパー
- 沖縄美少女図鑑